# الکساندر گراهام
الکساندر گراهام (انگلیسی: Alexander Graham؛ زادهٔ ۲۸ آوریل ۱۹۹۵) شناگر اهل استرالیا است.
وی در مسابقات کشوری و بین‌المللی در مجموع برندهٔ ۲ مدال طلا، ۳ مدال نقره، ۳ مدال برنز شده‌است.